# Bernardino Casella
Bernardino Casella (Carona, 1595 – Torino, 1654) è stato uno scultore e stuccatore svizzero-italiano.
Figlio dello scultore ducale Gabriele (della famiglia detta "de Annibale"), fu scultore di Casa Savoia. Bernardino è documentato per la prima volta a Torino nel 1635 quando, assieme al padre, in qualità di "mastri pica pietre et scultori" si occupano de "l'ornamento di pietra della cappella dell'altar maggiore della chiesa delli RR.PP. di Santo Agostino in Vigone".
Lavora a Torino presso la Chiesa di Sant'Agostino in Vigone, la chiesa di Sant'Antonio abate, il santuario della Madonna del Pilone.